# 聖彼得堡歷史中心及其相關古蹟群
聖彼得堡歷史中心及其相關古蹟群（俄语：Исторический центр Санкт-Петербурга и связанные с ним комплексы памятников）是俄羅斯聖彼得堡世界遺產，在1991年列入世界文化遺產。聖彼得堡歷史中心及相關古蹟群包括了多種不同風格的建築，包括巴洛克式建築、新古典主義建築和傳統的俄羅斯拜占庭式建築。聖彼得堡歷史中心及相關建築群除了聖彼得堡市中心的建築之外，也包括了什利謝利堡等位於聖彼得堡附近的建築。

## 含義
「聖彼得堡歷史中心」這一對象成為聯合國教科文組織授予巨大文化和自然景觀紀念地位的首批案例之一，並由數十萬人在其區域生活和活躍管理文化。除了聖彼得堡市中心外，該群體也包括其它周遭地區具有歷史性價值之建築物，例如林杜洛夫斯卡亞樹林的古代奧列霍夫斯卡亞堡壘。在郊區不僅包括宮殿和公園綜合體，還包括自然景觀、工業古蹟（如謝斯特羅列茨克軍工廠等）及橫跨易北河。等設施
2012年，聖彼得堡政府批准於2013-2018年保護和開發位於聖彼得堡歷史中心的新荷蘭地區的目標計劃。,
由於聖彼得堡在2014年過渡到計劃目標階段，「歷史中心保護計劃」也成為國家計劃「聖彼得堡地區經濟和社會發展」的一部分，該計畫於2014年6月30日通過，並由聖彼得堡經濟政策和戰略規劃委員會監督。

## 沿革
作為城市的歷史中心，聖彼得堡依然保存大量的古建築與相關景觀，也是城市中保存最為古老的區域，聖彼得堡中央商務區的主要邊界是北部和西部的涅瓦河，南部和東部則被豐坦卡河圍繞。
最初人們開始在聖彼得堡居住時，曾於聖彼得堡堡壘外周圍建造了房屋。其中包括海军部大厦。該城市最大的產業則為造船業。彼得大帝的第一個住所是一個小茅屋，該茅屋現在則作為博物館使用，在隨後對於城市的都市更新時，規模龐大的新宮殿如拉斯特列利夏宫，一直至冬宫、米哈伊洛夫宫等建築也先後落成。

### 街道和廣場
聖彼得堡歷史中心重要的街道是市中心的涅瓦大街，它是歐洲最大的購物街之一，擁有帕萨兹拱廊街和大高爾基百貨等多間百貨公司。該地區也是喀山主教座堂和阿尼奇科夫宫的所在地。
花園大街則是是市中心的一條主要街道，平時具有繁忙的交通，該地區主要設有的建築物包括尤苏波夫宫及阿普拉克辛·德沃爾街區，等三條街巷的交界處則為乾草廣場。該廣場過去則作為乾草、牛和木柴交易場所，線則作為一個主廣場，周遭則設有娛樂、商業和許多商店。
圣以撒广场是圣以撒主教座堂和马林斯基宫的所在地，並有一座獻給俄羅斯沙皇尼古拉一世的紀念碑。大教堂的另一邊是樞密院廣場)，毗鄰海军部大厦，也是彼得大帝青铜骑士像的所在地。
圣彼得堡的中心广场則是冬宫广场。此处发生过许多举世闻名的重要事件，例如血腥星期日和十月革命，冬宫即坐落於此。
藝術廣場是俄羅斯博物館、米哈伊洛夫斯基剧院、聖彼得堡愛樂交響樂團所駐的大音樂廳（Bolshoi Zal）以及亚历山大·普希金紀念碑的所在地，距離滴血救世主教堂不遠。劇院廣場則為是世界著名的马林斯基剧院的所在地。

### 圖片

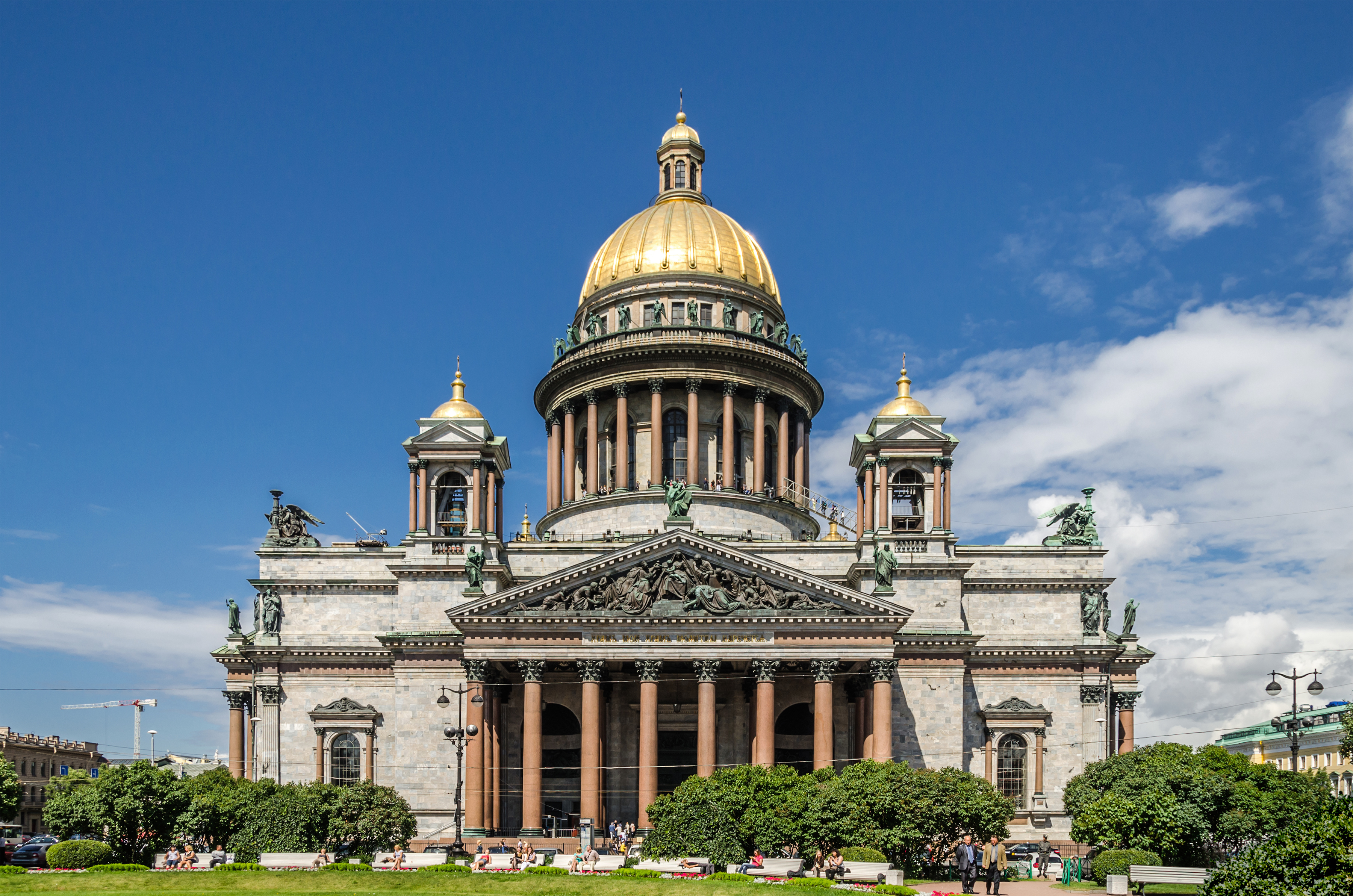
圣以撒主教座堂
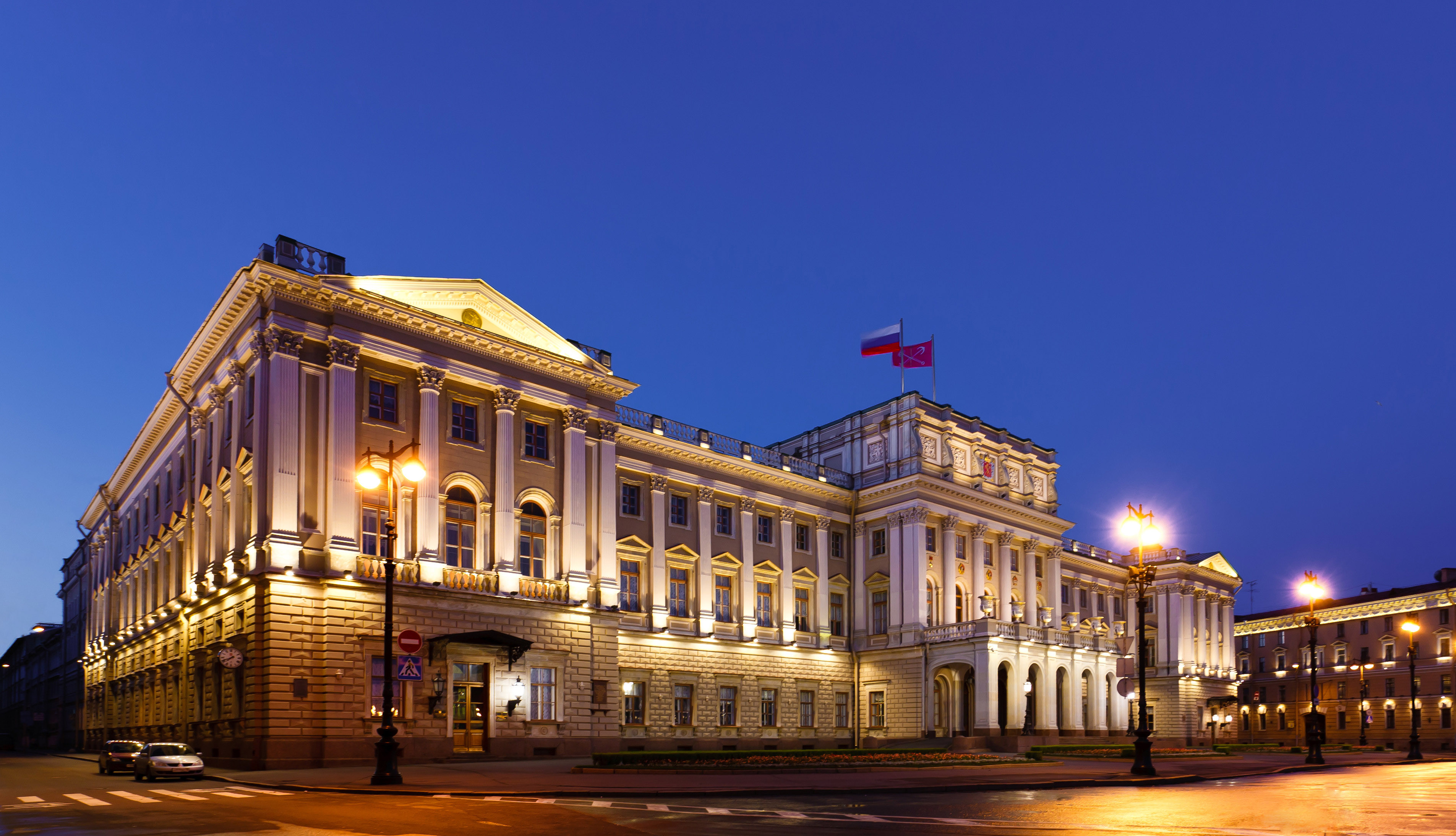
马林斯基宫
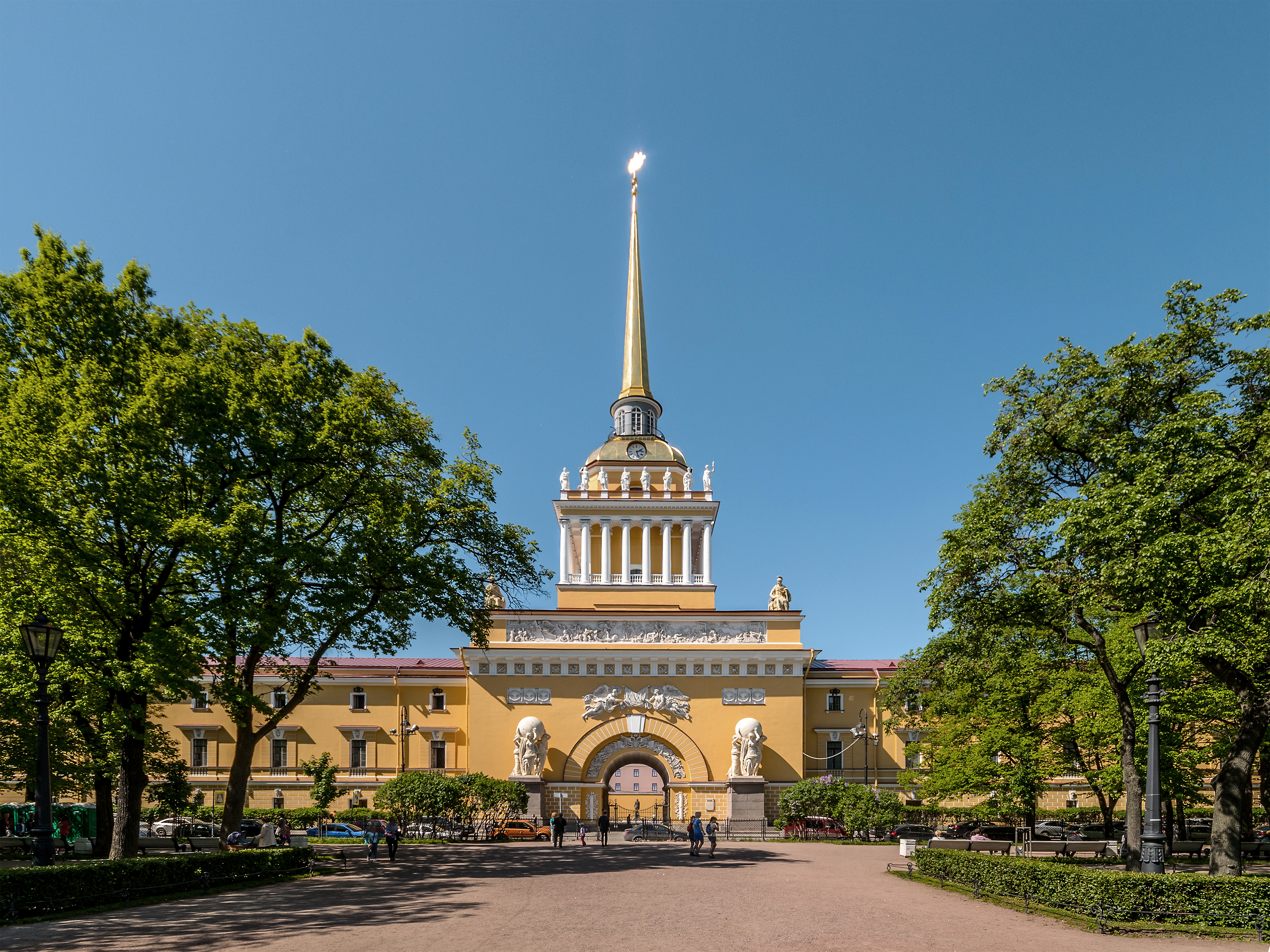
海军部大厦
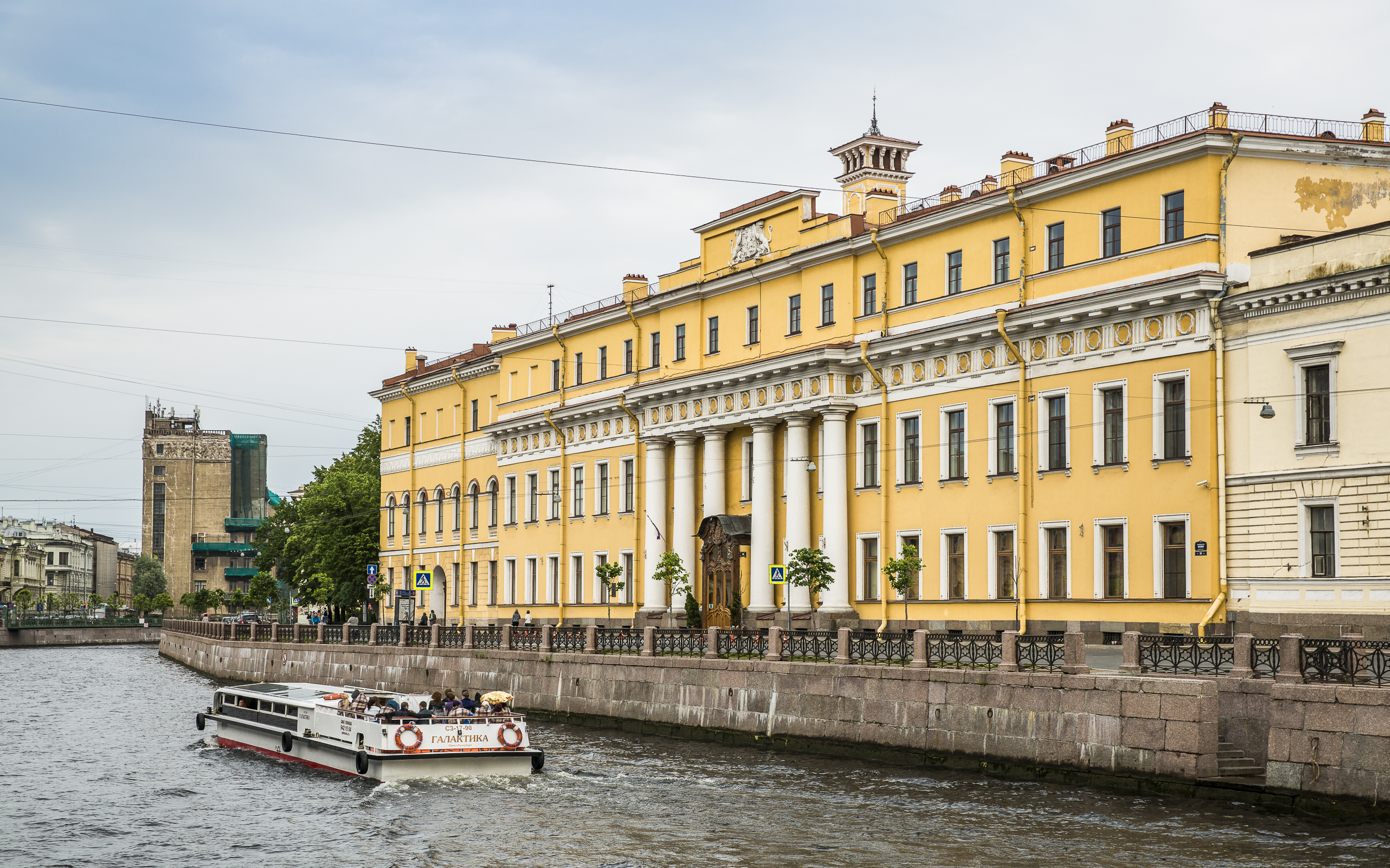
尤苏波夫宫

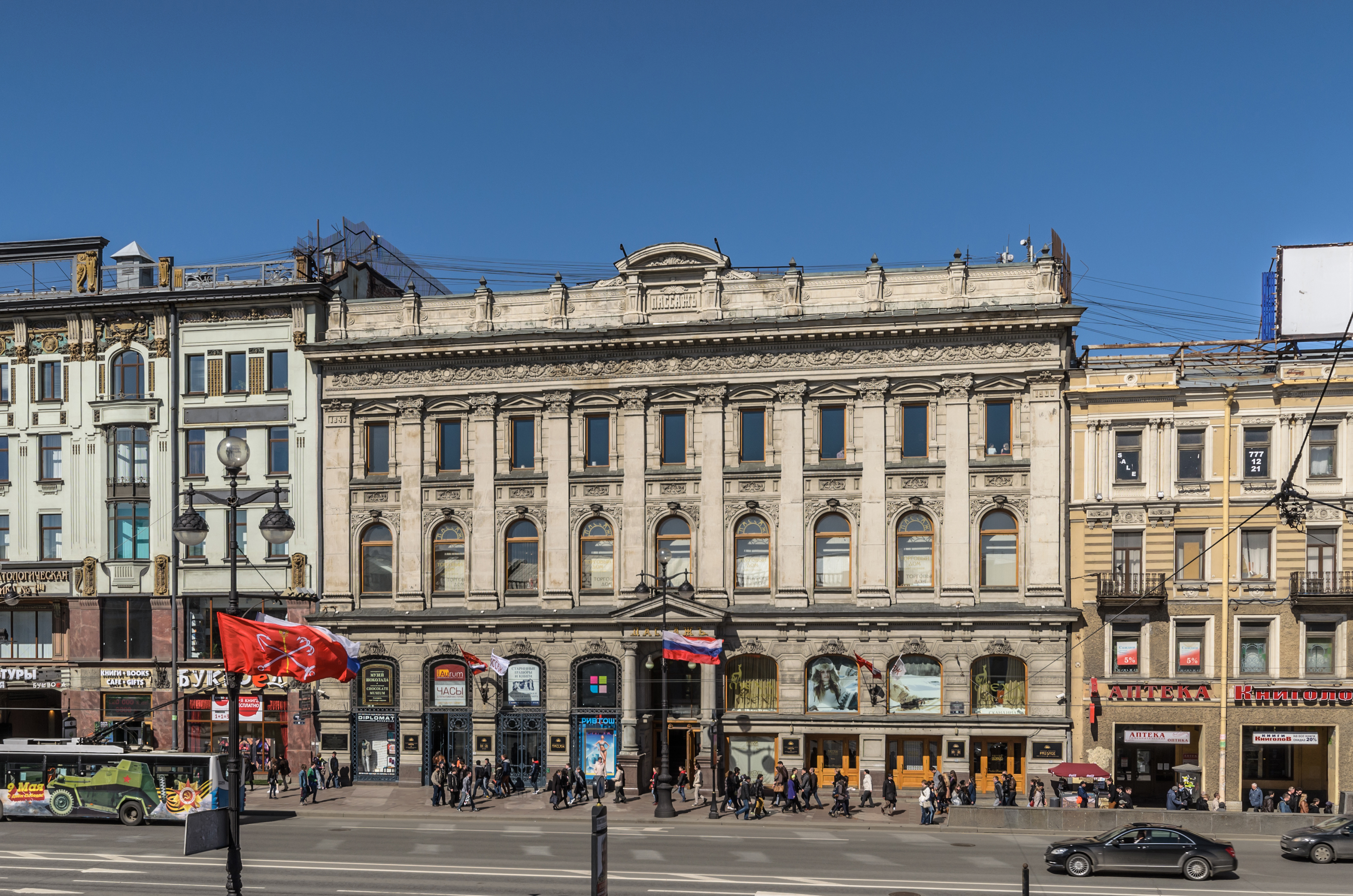
帕萨兹拱廊街
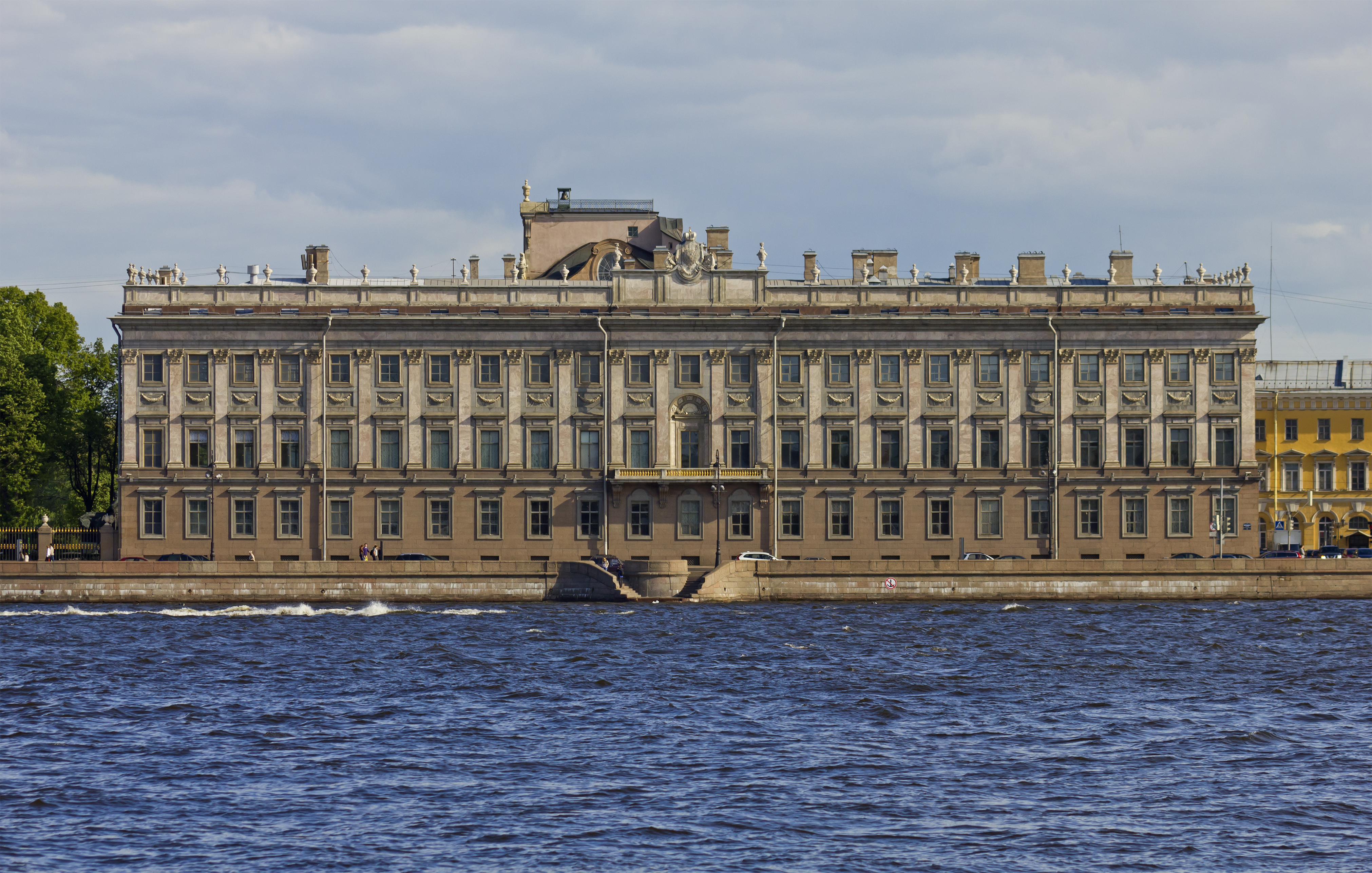
大理石宫
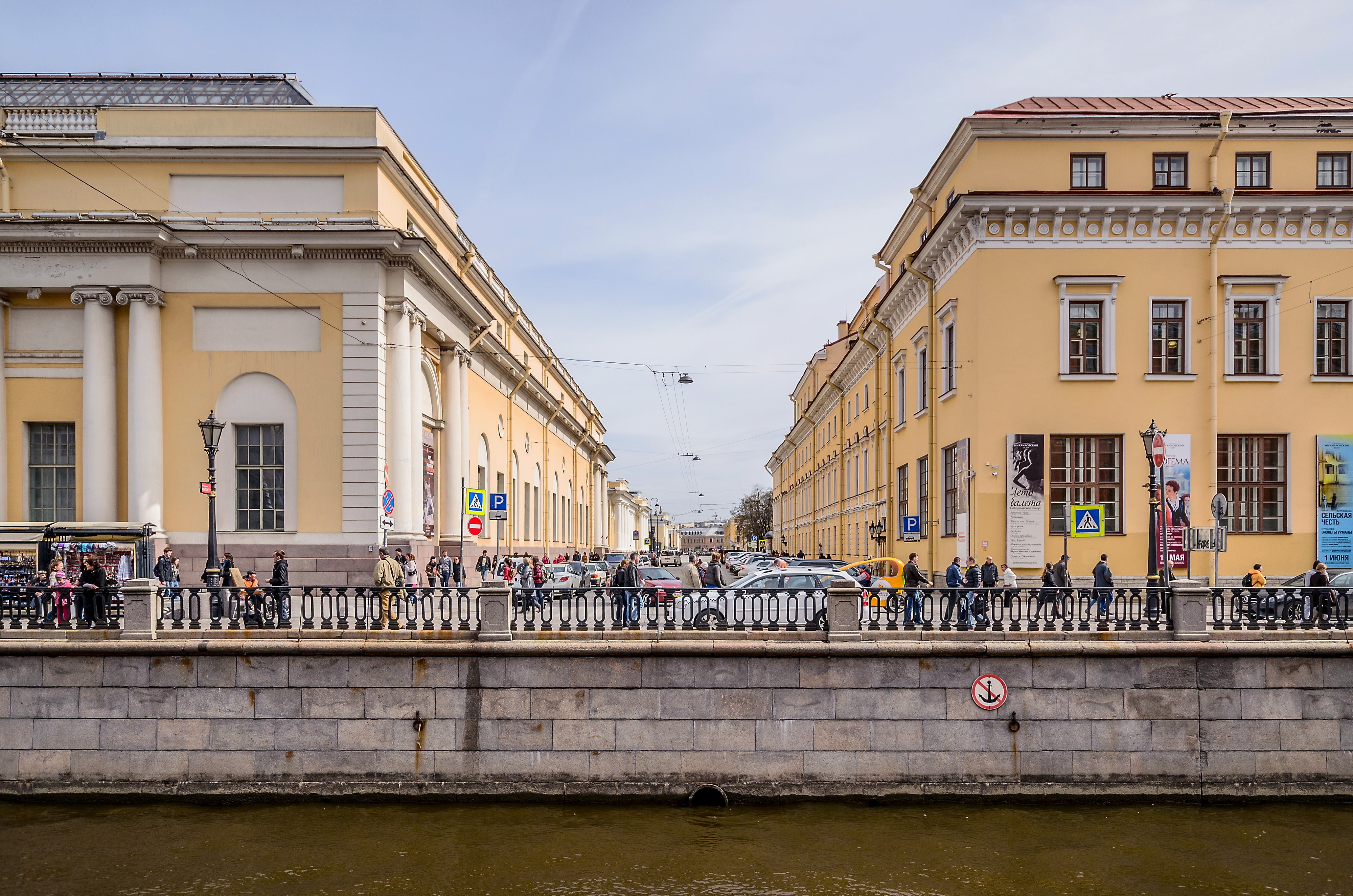
米哈伊洛夫斯基剧院
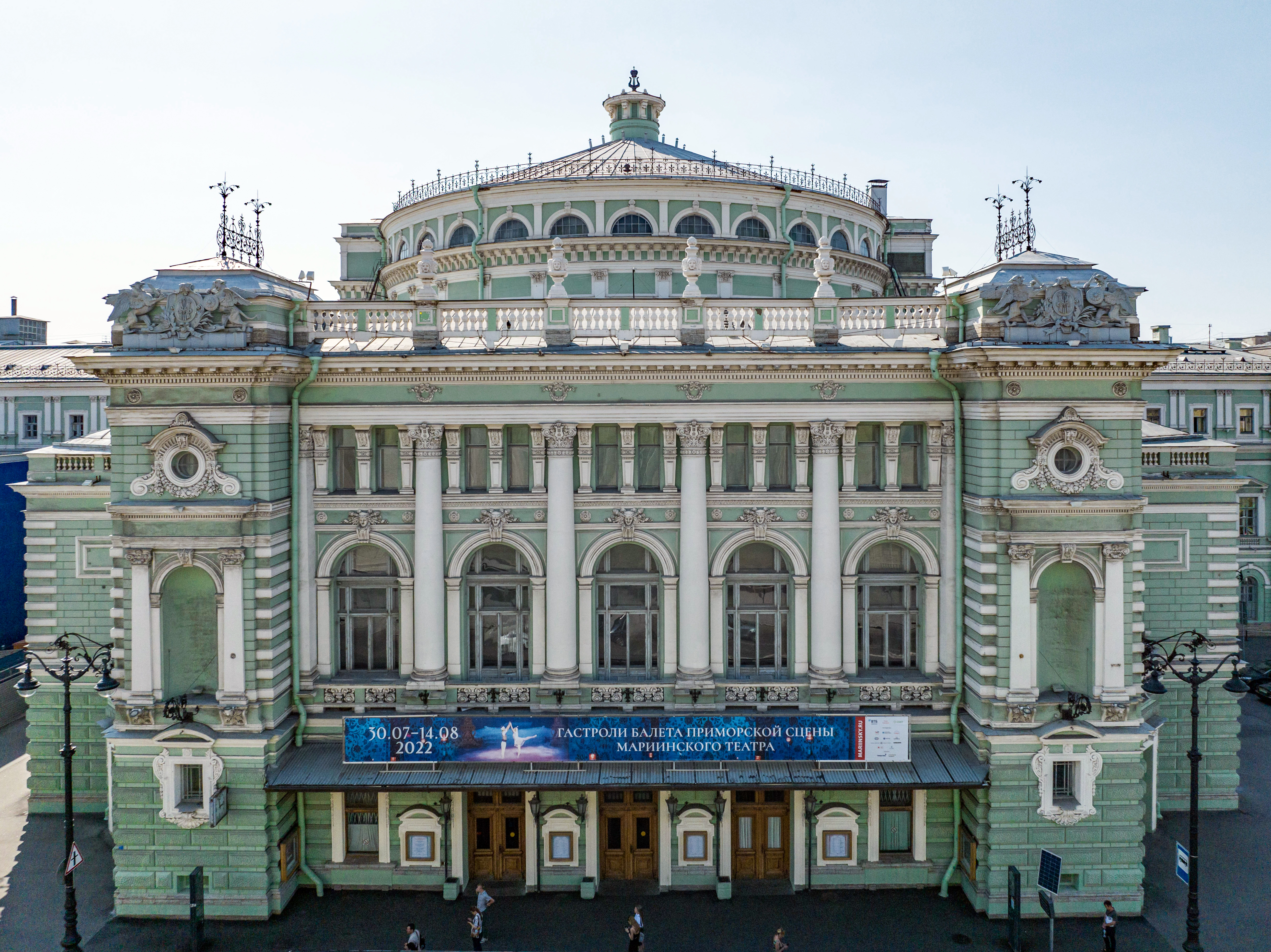
马林斯基剧院

## 指定區域
| 編號    | 圖片 | 名稱 | 地點                         |
| ------- | ---- | --- | ---------------------------- |
| 540-001 |      | 聖彼得堡歷史中心 | 聖彼得堡                     |
| 540-002 |      | 喀琅施塔得歷史中心 | 聖彼得堡 喀琅施塔得          |
| 540-003 |      | 聖彼得堡堡壘 | 聖彼得堡、喀琅施塔得、芬蘭灣 |
| 540-004 |      | 什利謝利堡歷史中心 | 列宁格勒州 什利謝利堡        |
| 540-005 |      | 奧列舍克要塞 | 列宁格勒州 什利謝利堡        |
| 540-006 |      | 普希金市及其歷史中心的宮殿和公園群 | 普希金_(聖彼得堡)            |
| 540-007 |      | 巴甫洛夫斯克及其歷史中心的宮殿和公園群 | 巴甫洛夫斯克                 |
| 540-008 |      | 普尔科沃天文台 | 普爾科沃高地                 |
| 540-009 |      | 羅普沙的宮殿和公園 | 列宁格勒州 羅蒙諾索夫區      |
| 540-010 |      | 古風的宮殿和公園 | 列宁格勒州 羅蒙諾索夫區      |
| 540-011 |      | 泰齐的宮殿和公園 | 列宁格勒州 泰齐              |
| 540-012 |      | 加特契纳及其歷史中心的宮殿和公園群 | 加特契纳                     |
| 540-013 |      | 聖三一塞爾吉烏斯普里莫爾斯卡亞修道院 | 斯特列利納                   |
| 540-014 |      | 斯特列利納及其歷史中心的宮殿和公園群 | 斯特列利納                   |
| 540-015 |      | 米哈伊洛夫卡莊園 | 彼得宮城                     |
| 540-016 |      | 茲納門卡莊園 | 彼得宮城                     |
| 540-017 |      | 彼得宮城及其歷史中心的宮殿和公園群 | 彼得宮城                     |
| 540-018 |      | 自有別墅 | 彼得宮城                     |
| 540-019 |      | 謝爾吉耶夫卡莊園 | 彼得宮城                     |
| 540-020 |      | 羅蒙諾索夫及其歷史中心的宮殿和公園群 | 羅蒙諾索夫_(俄羅斯)          |
| 540-021 |      | 巴甫洛沃的伊萬·巴甫洛夫科學城 | 列宁格勒州 弗謝沃洛日斯克區  |
| 540-022 |      | 聖母代禱教堂 | 列宁格勒州 弗謝沃洛日斯克區  |
| 540-023 |      | 舒瓦洛夫斯基公園 | 帕爾戈洛沃                   |
| 540-024 |      | 阿斯彭格羅夫莊園 | 維堡區                       |
| 540-025 |      | 塞斯特羅列茨基·拉茲利夫湖、 杜布基公園、斯滕博克-弗莫莊園、奧爾吉諾歷史街區、澤列諾戈爾斯克等周遭建築群 | [謝斯特羅列茨克]]            |
| 540-026 |      | 伊利亚·叶菲莫维奇·列宾博物館與莊園 | 雷皮諾                       |
| 540-027 |      | 科馬羅夫斯科耶村公墓 | 科馬羅沃                     |
| 540-028 |      | 林杜洛夫斯卡亞樹林 | 維堡區                       |
| 540-029 |      | 涅瓦河堤防 | 列宁格勒州                   |
| 540-030 |      | 伊若拉高原 | 沃洛索沃區                   |
| 540-031 |      | 杜德霍夫高地 | 莫寨斯基                     |
| 540-032 |      | 科爾圖什高地 | 列宁格勒州                   |
| 540-033 |      | 絲蘭高地 | 列宁格勒州                   |
| 540-034 |      | 道路:莫斯科高速公路、R23公路、皇村鐵路、普希金-加特契納高速公路、沃爾洪斯科高速公路、塔林斯科高速公路、彼得戈夫斯卡亞路、羅普申斯科高速公路、戈斯蒂利茨科高速公路、濱海高速公路、維堡高速公路、科爾圖什高速公路、利戈夫斯基通道、克朗施塔茨科高速公路 | 列宁格勒州                   |
| 540-035 |      | 航道：彼得羅夫斯基、克朗斯塔茨基、澤列諾戈爾斯基以及海運河 | 列宁格勒州                   |
| 540-036 |      | 榮耀綠帶紀念碑群與生命之路 | 列宁格勒州                   |